# Кара ДіоГуарді
Кара Елізабет ДіоГуарді (англ. Kara Elizabeth DioGuardi; 9 грудня 1970, Оссінінг, Нью-Йорк, США) — американська авторка-виконавиця, піснярка, музична продюсерка, телеперсона, письменниця. Пише пісні в основному в жанрі поп-рок. ДіоГуарді працювала із великою кількістю популярних співаків. Продажі альбомів, в які входять її пісні становлять більше 160 мільйонів по всьому світі. Номінантка Греммі та Еммі. Переможниця 2011 NAMM Music For Life Award, 2009 NMPA Songwriter Icon Award, 2007 BMI Pop Songwriter of the Year. Має 20 нагород BMI Awards за створення успішних пісень. ДіоГуарді була суддею в 8 і 9 сезонах телешоу American Idol.

## Життєпис
Народилася в місті Оссінінг американського штату Нью-Йорк. Є нащадкою римо-католицьких арбереші/албанців із Італії. Матір Керол померла у 1997 після 7-річної боротьби із раком яєчників. Батько Джозеф Джей, колишній республіканський конгресмен і кандидат у сенат США у 2010.
ДіоГуарді виросла в секції Вілмот Вудс передмістя Нью-Рошелл та відвідувала початкову Католицьку школу непорочного серця Марії в Скарсдейлі. Після цього закінчила приватну школу Мастерсів у Доббс Фері. Має диплом Дюкського університету. Після випуску працювала в журналі Billboard асистенткою Тімоті Вайта і Говарда Лендера; пізніше стала представницею рекламних продажів.
З 2007 року почала зустрічатися із Майком Маккаді. Заручилася в грудні 2008 та одружилася 5 липня 2009. 31 січня 2013 в результаті сурогатного материнства отримала сина Грейсона Джеймса. Виховує також дочку чоловіка від попереднього шлюбу.

## Дискографія
як вокалістка
з MaD DoLL:
- Mad Doll[14] (1999)

з Platinum Weird:
- Make Believe (2006)
- Platinum Weird (2006)

як супровідна вокалістка
- «If I Can't Have You» із альбому Міта Лоуфа «Hang Cool Teddy Bear» (2010)
- «The Sun Will Rise» із альбому Келлі Кларксон Stronger (2011)

музичне відео
- «Not Meant to Be» — Theory of a Deadman (2009)

## Опубліковані книги
- ДіоГуарді, Кара (2011). A Helluva High Note: Surviving Life, Love, and American Idol. It Books. ISBN 0062059890.